# Team Sky/Saison 2018
Diese Liste beschreibt die Mannschaft und die Erfolge des Radsportteams Team Sky in der Saison 2018.

## Erfolge in der UCI WorldTour
In den Rennen der UCI WorldTour 2018 der UCI WorldTour gelangen die nachstehenden Erfolge.

## Erfolge in der UCI America Tour
In den Rennen der UCI America Tour 2018 der UCI America Tour gelangen die nachstehenden Erfolge.

## Erfolge in der UCI Europe Tour
In den Rennen der UCI Europe Tour 2018 der UCI Europe Tour gelangen die nachstehenden Erfolge.

## Erfolge bei den Nationalen Straßen-Radsportmeisterschaften
In den Rennen zu den Nationalen Straßen-Radsportmeisterschaften 2018 gelangen die nachstehenden Erfolge.

## Mannschaft
| Teamkader 2018                            | Teamkader 2018    | Teamkader 2018         | Teamkader 2018                                       |
| Name                                      | Geburtsdatum      | Land                   | Vorheriges Team                                      |
| ----------------------------------------- | ----------------- | ---------------------- | ---------------------------------------------------- |
| Egan Bernal                               | 13. Januar 1997   | Kolumbien              | Androni-Sidermec-Bottecchia (2017)                   |
| Jonathan Castroviejo                      | 27. April 1987    | Spanien                | Movistar Team (2017)                                 |
| David de la Cruz                          | 6. Mai 1989       | Spanien                | Quick-Step Floors (2017)                             |
| Philip Deignan                            | 7. September 1983 | Irland                 | UnitedHealthcare (2013)                              |
| Jonathan Dibben                           | 12. Februar 1994  | Vereinigtes Königreich | Team Wiggins (2016)                                  |
| Owain Doull                               | 2. Mai 1993       | Vereinigtes Königreich | Team Wiggins (2016)                                  |
| Kenny Elissonde                           | 22. Juli 1991     | Frankreich             | FDJ (2016)                                           |
| Chris Froome                              | 20. Mai 1985      | Vereinigtes Königreich | Barloworld (2009)                                    |
| Tao Geoghegan Hart                        | 30. März 1995     | Vereinigtes Königreich | Axeon-Hagens Berman (2016)                           |
| Michał Gołaś                              | 29. April 1984    | Polen                  | Etixx-Quick Step (2015)                              |
| Kristoffer Halvorsen                      | 13. April 1996    | Norwegen               | Joker Icopal (2017)                                  |
| Sebastián Henao                           | 5. August 1993    | Kolumbien              | Colombia-Coldeportes (2013)                          |
| Sergio Henao                              | 10. Dezember 1987 | Kolumbien              | Gobernación de Antioquia-Indeportes Antioquia (2011) |
| Beñat Intxausti                           | 20. März 1986     | Spanien                | Movistar Team (2015)                                 |
| Wassil Kiryjenka                          | 28. Juni 1981     | Belarus                | Movistar Team (2012)                                 |
| Christian Knees                           | 5. März 1981      | Deutschland            | Team Milram (2010)                                   |
| Michał Kwiatkowski                        | 2. Juni 1990      | Polen                  | Etixx-Quick Step (2015)                              |
| Chris Lawless                             | 4. November 1995  | Vereinigtes Königreich | Axeon-Hagens Berman (2017)                           |
| David López García                        | 13. Mai 1981      | Spanien                | Movistar Team (2012)                                 |
| Gianni Moscon                             | 20. April 1994    | Italien                | Zalf Euromobil Désirée Fior (2015)                   |
| Wout Poels                                | 1. Oktober 1987   | Niederlande            | Omega Pharma-Quick Step (2014)                       |
| Salvatore Puccio                          | 31. August 1989   | Italien                |                                                      |
| Diego Rosa                                | 27. März 1989     | Italien                | Astana (2016)                                        |
| Luke Rowe                                 | 10. März 1990     | Vereinigtes Königreich | 100% me (2011)                                       |
| Pavel Sivakov                             | 11. Juli 1997     | Russland               | BMC Development (2017)                               |
| Ian Stannard                              | 25. Mai 1987      | Vereinigtes Königreich | ISD-Neri (2009)                                      |
| Geraint Thomas                            | 25. Mai 1986      | Vereinigtes Königreich | Barloworld (2009)                                    |
| Dylan van Baarle                          | 21. Mai 1992      | Niederlande            | Cannondale-Drapac (2017)                             |
| Łukasz Wiśniowski                         | 7. Dezember 1991  | Polen                  | Etixx-Quick Step (2016)                              |
| Leonardo Basso                            | 25. Dezember 1993 | Italien                | General Store Bottoli Zardini (2017)                 |
| Eddie Dunbar (13. Sep.–31. Dez.)          | 1. September 1996 | Irland                 | Axeon-Hagens Berman (2017)                           |
|                                           |                   |                        |                                                      |
| Quellen: ProCyclingStats Cycling Quotient |                   |                        |                                                      |